# Scandlines
Scandlines è uno dei più importanti operatori europei di traghetti.
La società madre, Scandlines AG nata nel 1998, riuniva le due principali compagnie marittime di Germania e Danimarca ed era controllata dal Ministero danese dei trasporti e dalle Deutsche Bahn AG, con quote paritarie del 50%.
Gestisce 17 linee passeggeri e merci tra la Danimarca, la Germania, la Svezia ed i paesi baltici e, dai dati forniti, risulta trasportare ogni anno oltre 18,5 milioni di passeggeri, quattro milioni di autovetture, un milione di autocarri, 85.000 carri merci e 80.000 carrozze ferroviarie.
Il 19 giugno 2007, "DB" ed il ministero danese hanno annunciato di aver firmato un contratto per vendere Scandlines ad un consorzio per il controvalore di 1,5 miliardi di euro

Le tre rotte dei traghetti del Gruppo Scandferries

## Rotte
- Puttgarden ↔ Rødby treni e autovetture
- Rostock ↔ Gedser solo autovetture
- Helsingør ↔ Helsingborg solo autovetture (fino al 2000 anche i treni) gestito da HH Ferries Group.

## Flotta
| Nome                | Tipologia        | Anno e cantiere di costruzione                           | Lunghezza (m) | Velocità in nodi | Capacità   | Capacità | Capacità      | Bandiera            | Immagine |
| Nome                | Tipologia        | Anno e cantiere di costruzione                           | Lunghezza (m) | Velocità in nodi | passeggeri | veicoli  | metri lineari | Bandiera            | Immagine |
| ------------------- | ---------------- | -------------------------------------------------------- | ------------- | ---------------- | ---------- | -------- | ------------- | ------------------- | -------- |
| Holger Danske       | Bidirezionale    | 1976 - Aalborg Vaerft, Aalborg (Danimarca)               | 86,8          | 12,5             | 12         | 54       | 120           |                     |          |
| Kronprins Frederik  | Ro-Pax           | 1980 - Nakskov Skibsværft, Nakskov (Danimarca)           | 152,2         | 21               | 1.082      | 225      | 724           | Germania (bandiera) |          |
| Deutschland         | Bidirezionale    | 1997 - Van der Giessen, (Paesi Bassi)                    | 142           | 18,5             | 1.200      | 364      | 625           | Germania (bandiera) |          |
| Prins Richard       | Bidirezionale    | 1997 - Ørskov Staalskibsværft, Frederikshavn (Danimarca) | 142           | 18,5             | 1.140      | 364      | 580           |                     |          |
| Prinsesse Benedikte | Bidirezionale    | 1997 - Ørskov Staalskibsværft, Frederikshavn (Danimarca) | 142           | 18,5             | 1.140      | 364      | 580           |                     |          |
| Schleswig-Holstein  | Bidirezionale    | 1997 - Van der Giessen, (Paesi Bassi)                    | 142           | 18,5             | 1.200      | 364      | 625           | Germania (bandiera) |          |
| Berlin              | Traghetto ibrido | 2013 - Werften GmbH, Germania                            | 169,5         | 21               | 1.500      | 460      | 1.600         | Germania (bandiera) |          |
| Copenhagen          | Traghetto ibrido | 2013 - Werften GmbH, Germania                            | 169,5         | 21               | 1.500      | 460      | 1.600         |                     |          |